# Alfio Barbieri
Alfio Barbieri (Bale, 10. studenoga 1956.), hrvatski ekonomist, trenutačni rektor Sveučilišta Jurja Dobrile u Puli.

## Biografija
Alfio Barbieri završio je osnovnu školu u Balama, a srednje obrazovanje u Puli. Nakon dovršetka studija na Višoj ekonomskoj školi "Dr. Mijo Mirković" 1978. godine, studira na Ekonomskom fakultetu Sveučilišta u Rijeci gdje diplomira 1980. godine. Magistarski studij Poslovne politike i organizacije dovršava na Ekonomskom fakultetu Sveučilišta u Ljubljani 1986. godine, a na Institutu za ekonomiju i organizaciju u Rijeci doktorira 1991. godine.

## Karijera
Radio je u brodograđevnoj industriji Uljaniku u Puli i poslovnoj jedinici Istarske banke u Rovinju, a od 1993. godine radi na Fakultetu ekonomije i turizma "Dr. Mijo Mirković" u Puli.
Godine 1989. izabran je u znanstveno-istraživačko zvanje znanstvenog asistenta u znanstvenoj disciplini računovodstva u dopunskom radnom odnosu Godine 1993. izabran je za docenta, a 1998. godine za izvanrednog profesora u istoj znanstvenoj disciplini. Redoviti profesor postao je 2003. godine predajući predmete Financijsko računovodstvo i Računovodstvo financijskih institucija. U trajno zvanje redovitog profesora u znanstvenom području društvenih znanosti, znanstvenom polju ekonomije, znanstvenoj grani menadžmenta i upravljanja izabran je 2007. godine.
U dosadašnjoj karijeri bio je nositelj i izvoditelj raznih kolegija iz područja računovodstva, revizije i menadžmenta. Voditelj je poslijediplomskog studija Makroekonomski management i poduzetništvo na Fakultetu ekonomije i turizma "Dr. Mijo Mirković" u Puli. Na istom je fakultetu bio prodekan za nastavu od 1996. do 1999. godine, a od 2000. godine prodekan za poslovne odnose. Godine 2001. izabran je za dekana istoimenog fakulteta tijekom jednog mandatnog razdoblja.
Rektor Sveučilišta u Rijeci imenovao je Barbierija 2004. godine za koordinatora aktivnosti akademske zajednice u promišljanju razvoja sveučilišnih ustanova u Puli čiji je konačni cilj bio osnutak Sveučilišta u Puli, a ministar obrazovanja iste ga godine imenuje članom Odbora za osnivanje Sveučilišta u Puli. Godine 2008. imenovan je prorektorom za poslovne odnose, a u lipnju 2013. godine sveučilišni senat izabire ga za rektora. Tijekom akademske godine 2013./2014. obnašao je funkciju predsjednika Rektorskog zbora Republike Hrvatske.
Od 2001. do 2005. godine bio je član uredničkog odbora Gospodarstva Istre te glavni i odgovorni urednik Ekonomskih istraživanja, a od 2003. do 2008. godine bio je član redakcijskog odbora Ekonomskog pregleda.
Autor je i recenzent mnogih stručnih i znanstvenih radova objavljenih u časopisima i zbornicima radova domaćih i međunarodnih znanstvenih konferencija.

## Osobni život
Barbieri živi u Rovinju sa svojom suprugom Almom. Ima dvoje djece, Elenu i Alberta.

## Vanjske poveznice
- Hrvatska znanstvena bibliografija - Alfio Barbieri

| akademske službe            | akademske službe                                                     | akademske službe      |
| --------------------------- | -------------------------------------------------------------------- | --------------------- |
| prethodnik Robert Matijašić | rektor Sveučilišta Jurja Dobrile u Puli 1. listopada 2013. – danas   | nasljednik trenutačni |
| prethodnica Vesna Vrtiprah  | predsjednik Rektorskog zbora RH 1. listopada 2013. – 30. rujna 2014. | nasljednik Pero Lučin |